# Adams, Quận Green, Wisconsin
Adams là một thị trấn thuộc quận Green, tiểu bang Wisconsin, Hoa Kỳ. Năm 2010, dân số của thị trấn này là 521 người.